# 林肯鎮區 (明尼蘇達州布盧厄斯縣)
林肯鎮區（英語：Lincoln Township）是位於美國明尼蘇達州布盧厄斯縣的一個行政鎮區。

## 地方資料
林肯鎮區的面積為93.10平方千米，當中陸地面積為93.10平方千米，而水域面積為0.00平方千米。根據2020年美國人口普查的數據，當地共有人口205人，而人口密度為每平方千米2.2人。